# Соціальний факт
Суспільний (соціальний) факт (лат. factum, дос. «зроблене»; те, що здійснилося) — поняття має два основних значення:
1. Подія, яка мала місце у певний час, за певних умов, незалежно від спостережень дослідників чи інших суб'єктів.
2. У гносеологічному значенні — подія, яка описана у чітких поняттях із вказівкою особливостей соціального випадку, в якому вона мала місце.

Як соціальний факт розглядають дії, характеристики поведінки індивідів і соціальних груп, матеріальні і духовні продукти людської діяльності, вербальні (словесні) дії (думки, погляди, оцінки), а також можливі взаємозв'язки людей.
Соціальний факт можна вивчати в онтологічному і логіко-гносеологічному планах. У першому випадку факти — це будь-які незалежні від спостерігача стани дійсності або події. У другому — факти постають як пояснене знання, здобуте шляхом описання певних фрагментів дійсності.

## Суспільний факт у соціології
Поняття «суспільний факт» ввів до соціології Еміль Дюркгейм у своїй праці «Методи соціології». Згідно з Дюркгеймом суспільний факт можна визначити лише за зовнішньою примусовою владою, яку він має над індивідами.
У сучасній соціологічній теорії є декілька визначень соціального факту:
1. Як сукупна систематизована ознака масової поведінки;
2. Як сукупна ознака масової свідомості;
3. Як сукупна, узагальнена ознака продуктів людської діяльності;
4. Як певна подія, випадок, стан соціальної взаємодії, яку необхідно вивчити з позицій дієвого суб'єкту.

Соціолог Володимир Ядов виділяє 3 типи соціального факту: науковий, онтологічний і статистичний.
Науковий факт — це не початок пізнання, а його висновок. Зазвичай такі факти вводяться у ту систему знання, з якої були здобуті початкові гіпотези. Введення нових наукових фактів веде до появи нового систематичного знання.
Онтологічні факти (події, явища) — ті, що входять до системи знання лише після їх описання.
Статистичний факт — це соціально-статистичні узагальнення. Іншими словами, соціальні факти можна вивчити як соцстатистичні, тобто як сукупні одиничні події, здобуті внаслідок їхнього описання у деяких концептуальних моделях. Такі соціальні факти — це емпіричний базис знання.
Згідно з цією ж концепцією соціальні факти поділяють на загальні й специфічні. Цей поділ залежить від мети та предмету дослідження, стану знання, можливостей для опису, узагальнення і пояснення фактів у даній ситуації. Також виділення загальних і специфічних фактів залежить від світогляду дослідника. Описання і узагальнення соціальних явищ здійснюється у наукових поняттях і якщо це поняття із соціологічного знання, то відповідні соціальні факти можна назвати соціологічними фактами.
Дюркгейм виділяє ще соціопсихічні факти. Вони частково схожі на колективну модель, але соціопсихікапсихічний факт залежить від конституції індивіда і особливих умов у які він поставлений. Цей тип соціальних фактів цікавить соціолога, але не складає предмета соціології, тому що радше зачіпає область вивчення психології.
Види соціальних фактів:
Морфологічні — матеріальні форми суспільства — густота населення, розміри та заселення міст, сіл, природні умови, характер комунікацій.
Фізіологічні — факти колективної свідомості, до яких відносять релігілйні традиції, політичні ідеї, моральні та правові норми.
Поняття «соціальний факт» може вивчатися також у якісному сенсі, тобто як одиничний факт, який має підлягати якісному аналізу. Для здійснення такого аналізу необхідно визначити численні значення подій, що вивчаються, їхні зв'язки. Потім факти необхідно вивчати з позицій різних концептуальних підходів і необхідно встановити наскільки дана подія типова чи нетипова, що може свідчити про особливості можливих змін у майбутньому.